# 보루시아 도르트문트
발슈필-페어라인 보루시아 1909 e. V.(독일어: Ballspiel-Verein Borussia 1909 e. V. Dortmund)는 흔히 BVB로 알려진 노르트라인베스트팔렌주 도르트문트를 연고로 하는 독일의 축구 클럽이다. 현재 독일 축구 1부 리그인 분데스리가에 속해 있다. 독일에서 성공적인 축구 클럽 가운데 하나로 여겨진다.
보루시아 도르트문트는(Borussia Dortmund) 1909년 18명의 도르트문트 출신의 축구 선수들이 창단하였다. 현재 독일 챔피언쉽 8회 우승과 DFB-포칼 5회 우승, DFL-슈퍼컵 7회 우승으로 공동 최다 우승을 기록하며, 1966년 UEFA 컵위너스컵 우승 (첫 번째 독일팀의 컵위너스 컵 우승)과1997년 UEFA 챔피언스리그, 인터콘티넨털컵 우승의 업적을 달성하였다. 또한 1966년에 획득한 UEFA 컵위너스컵은 독일의 프로 축구 클럽으로는 최초로 획득한 유럽대항전 타이틀이다.
1974년을 기점으로, 도르트문트는 베스트팔렌슈타디온에서 홈경기를 치루었다. 이 경기장은 독일에서 가장 큰 경기장이자, 유럽 내에서 6번째로 가장 큰 경기장이다. 도르트문트는 FC 샬케 04와 오랜 기간 동안 라이벌이었고, 이 두 팀간의 더비 경기를 레비어 더비라고 부른다. 20년간 FC 바이에른 뮌헨과 더불어 상위권을 형성하며 라이벌 관계를 구축하였고, 이들간의 경기는 데어 클라시케어 (Der Klassiker, 고전 더비) 가 되었다. 보루시아 도르트문트의 모토는 "진정한 사랑" (Echte Liebe)이다.
노란색과 검은색이 혼합된 유니폼의 컬러로 인해 꿀벌군단이라는 팀 애칭이 있다.

## 역사

### 초창기
클럽은 1909년 12월 19일 트리니티 유스의 불만이 많은 젊은이들에 의해서 창단되었다. 그들은 축구를 할 때 인근의 사제들로이 비동정적은 눈으로 바라보았기 때문이다. 부 데발트는 지역 펍인 춤 빌트쉴츠에서 계획된 모임을 취소시키기 위하여 문을 막았다. 팀은 빨간 띠를 두른 파란색과 흰색 줄무늬의 셔츠를 사용하였고, 검은 하의를 입었다. 1913년, 그들은 현재의 검정-노랑 줄무늬를 도입하였다.
다음 몇십년 동안, 클럽은 지역 리그에 뛰면서 소규모 성공을 거두었다. 그들은 프로 선수를 계약하여 클럽을 발전시키기 위해 1929년에 부도를 극복하여야 했다. 그들은 겨우 지역 서포터의 관대함 덕에 부도 문제를 해결할 수 있었다.

### 제2차 세계 대전과 그 후
1930년대에는 나치 독일의 건설로 인하여 스포츠와 축구의 재정리가 국가 내에서 일어났다. 보루시아의 회장은 나치당에 들어가는 것을 거부하였고, 전쟁 마지막 날에는 반(反)나치 팜플렛을 인쇄한 직원 일부는 처형당하였다. 클럽은 새로 만들어진 가울리가 베스트팔렌에서 더 많은 성공을 거두었으나, 제 2차 세계대전이 끝날 때까지 진정한 성공을 기다려야 하였다. 모든 독일의 조직위원회처럼, 보루시아는 동맹국 직업 권한에 의해 나치에 대항하였다는 이유로 해체되었다. 여기에는 짧은 기간 동안 두 클럽과의 합병을 시도하기도 하였는데 - 베르크슈포트게마인샤프트 회시 (Werksportgemeinschaft Hoesch)와 프라이어 슈포트페어라인 98 (Freier Sportverein 98)과 합쳐 슈포트게마인샤프트 보루시아 폰 1898 (Sportgemeinschaft Borussia von 1898)로 바꾸려 하려 하였으나, 볼슈피엘-페어라인 보루시아 (BVB)가 1949년 처음으로 국가 결승으로 나오게 된 이름이었고, VfR 만하임에 2-3으로 패하였다.

### 첫 국내대회 타이틀
서부 오버리가, 보루시아를 포함한 1부 리그는, 1950년대 말 독일 축구를 평정하였다. 1949년, 보루시아는 슈투트가르트에서 VfR 만하임을 만났고 2-3으로 연장전 끝에 패하였다. 보루시아는 첫 국가 타이틀을 1956년 카를스루에 SC를 4-2로 꺾으며 획득하였다. 1년 뒤, 보루시아는 같은 스쿼드로 두 번째 타이틀을 획득하였다. 알프레도 3인방 (알프레드 프라이슬러, 알프레드 켈바사, 알프레드 니피클로)는 도르트문트의 전설이었다. 1963년, 도르트문트는 분데스리가 시작 직전의 마지막 타이틀을 획득하였고, 이것이 그들의 세 번째 타이틀이었다.

### 초기 분데스리가
1962년, DFB는 도르트문트에서 만나 1963년 8월에 독일 프로축구 리그를 설립하기 위한 투표를 하였고 분데스리가가 탄생하였다. 보루시아는 전년 챔피언쉽 우승으로 원년의 16팀중에 한 팀으로 참가하였다. FC 쾰른 또한 패하였지만, 원년으로 참가하였다. 도르트문트의 프리트헬름 코니츠카는 1분도 채 안되어 분데스리가 1호골을 넣었고 팀은 SV 베르더 브레멘에 2-3으로 패하였다.
1965년, 도르트문트는 첫 DFB-포칼 우승을 거두었다. 그들은 다음 해에 우여곡절 끝에 UEFA 컵위너스 컵을 획득하였지만, 분데스리가 우승을 끝에 5경기중 4경기를 패하며 포기하였고, 우승은 TSV 1860 뮌헨이 3점차로 하였다. 아이러니하게도 1860 뮌헨의 성공 또한 도르트문트에서 갓 이적한 코니츠카에 의해 이루어졌다. 1970년대는 재정적 위기와 1972년 2부리그 강등으로 인한 위기를 맞이하였다. 1974년, 베스트팔렌슈타디온이 인근 지역인 베스트팔리아로부터 따 명명되어 개장하였다. 클럽은 1976년에 분데스리가로 복귀하였고, 여전히 1980년대까지 재정난에 시달렸다. BVB는 또다시 1986년에 SC 포르투나 쾰른과의 세 번째 플레이오프 게임을 승리하며 16위로 마감한 시즌에 강등 위기를 모면하였다.
클럽은 1989년, DFB-포칼의 두 번째 우승까지 확실한 성공을 거두지 못하였다.

### 1990년대 황금기
1993년, 도르트문트는 UEFA 컵 결승전에 진출하였지만, 유벤투스 FC에 1-6으로 대패하였다. 참담한 결과에도 불구하고, 보루시아는 25M 도이치 마르크의 상금을 받았다. 이 상금으로 도르트문트는 강력한 선수를 사들였고, 곧 팀의 황금기로 이어졌다.
그 후, 도르트문트는 1995년과 1996년에 연달아 분데스리가 우승을 거두었고 - 마티아스 자머는 1996년 유럽 올해의 선수로 선정되었다.
가장 인상적인 것은 뮌헨 올림피아슈타디온에서의 UEFA 챔피언스리그 1996-97 결승전으로, 여기서 지네딘 지단의 유벤투스 FC를 상대하였다. 카를하인츠 리들레는 도르트문트의 선제골을 폴 램버트의 크로스로 넣었다. 그 후, 리에들은 코너킥으로 날아오는 공을 헤딩으로 2번째 골을 넣었다. 후반전, 알레산드로 델 피에로는 뒷꿈치로 유벤투스 FC의 만회골을 넣었다. 그 후, 20세였던 토박이 선수이자 교체 선수로 들어온 라르스 리켄이 안드레아스 묄러의 스루패스를 받아 쐐기골을 넣었다. 16초 뒤, 피치에서 나온 안젤로 페루치의 슛은 리켄에 의해 18m 앞에서 막혔다. 지네딘 지단이 람베르트를 상대로 인상적인 활약을 하는데 실패함에 따라, 보루시아는 3-1 승리로 트로피를 들어올렸다.
그 후 보루시아는 브라질의 크루제이루 EC를 1997년 인터콘티넨털컵 결승에서 2-0으로 꺾었다.

### 21세기 - 클럽의 상업화
21세기를 맞이하여, 보루시아 도르트문트는 처음이자 유일하게 DAX의 주식으로 등록된 클럽이 되었다. 2년 후, 그들은 세 번째 분데스리가 타이틀을 거머쥐었고, 클럽은 바이어 04 레버쿠젠을 극적으로 따돌려, 마지막 경기일에 타이틀을 획득하였다. 같은 시즌, 보루시아는 2002년 UEFA 컵 결승전에서 페예노르트에 패하였다.
이 해를 기점으로 도르트문트는 쇠락하기 시작하였다. 형편없는 재정 관리는 막대한 부채로 이어졌고 홈 구장의 토지를 매각하기에 이르렀다. 상황은 2002-03 챔피언스리그의 클뤼프 브뤼허 KV전의 플레이오프에서 승부차기로 탈락하자 악화되었다. 보루시아는 다시 2005년에 부도 상태가 되었고, 원래 €11였던 주가는 80%가 넘게 프랑크푸르트 증권거래소에서 하락하였다. 그 결과는 모든 선수 연봉의 20% 삭감으로 이어졌다.

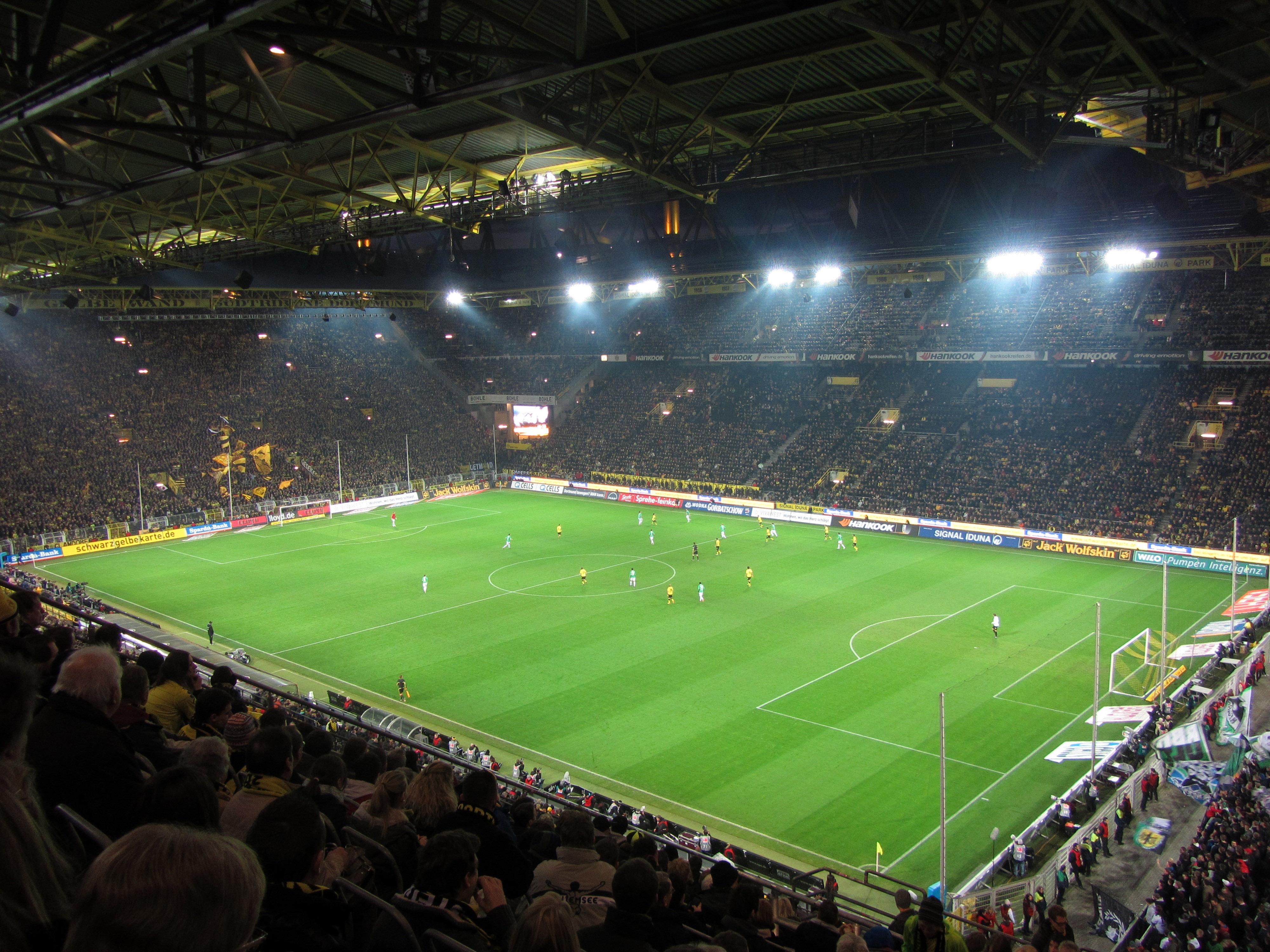
홈 구장 지그날 이두나 파크

팀은 베스트팔렌 슈타디온을 지금까지도 임대 상태로 사용하고 있고, 경기장 지역명인 베스트팔리아를 사용하고 있다. 자금을 늘리기 위해, 경기장은 인근 보험 회사의 이름을 따 지그날 이두나 파르크로 개칭되었다. 2006년부터 2011년까지 계약된 스폰서쉽으로, 경기장은 현재 독일에서 가장 많은 관중을 수용할 수 있는 경기장으로 80,720명을 수용할 수 있고, 독일 월드컵의 준결승을 비롯한 6경기를 주최하였다. 보루시아 도르트문트는 유럽의 어느 클럽보다 많은 평균 관중 수를 기록하며, 2007-08 시즌 기준으로 77,510명을 기록하였다.

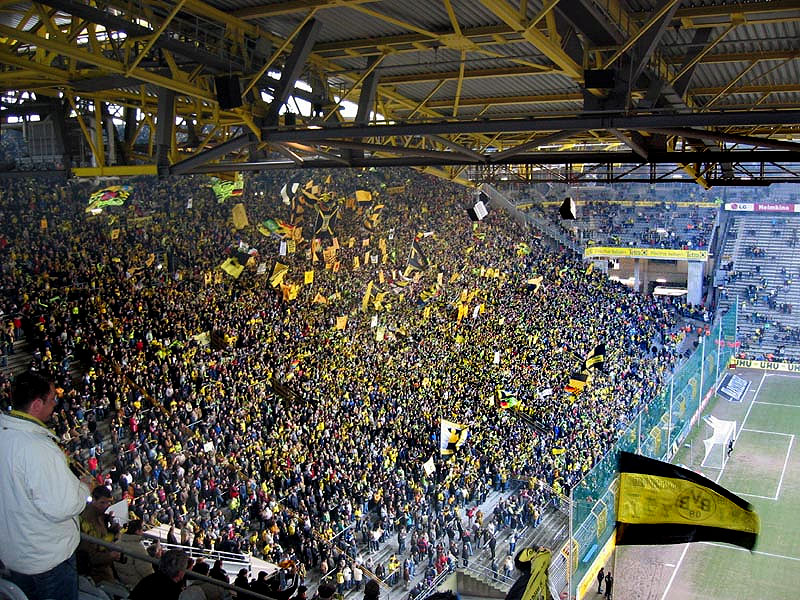
지그날 이두나 파크의 명물 남쪽 스탠드 (Südtribüne)에서 응원하는 팬들

팀은 2005-06 시즌을 불행히 시작하였으나, 7위로 리그를 마쳤다. 클럽은 UEFA 컵 진출을 페어플레이 드로우로 인해 실패하였다. 클럽의 보드진은 또다시 흑자를 보이기 시작하였으나, 이는 오동코어의 레알 베티스행과 로시츠키의 아스널행에 의한 결과일 뿐이었다.
2006-07 시즌, 클럽은 몇년 만에 강등 위기에 직면하였다. 팀은 3명의 코치를 내정 후 경질하였고, 토마스 돌을 2007년 3월 13일에 강등권에서 1점차를 내고 내정하였다. 크리스토프 메첼더 또한 보루시아 도르트문트를 자유 이적으로 떠났다.
2007-08 시즌, 클럽은 분데스리가의 다수 소규모 클럽에 많은 패배를 기록하였다. 이 시즌은 20년 만에 최악의 기록을 냈다. 하지만, FC 바이에른 뮌헨과의 DFB-포칼 결승전에 진출하여 연장전 끝에 2-1로 패하였다. 도르트문트의 컵 결승행은 이미 FC 바이에른 뮌헨이 UEFA 챔피언스리그에 진출함에 따라 UEFA 컵 진출을 확정시켰다. 2008년 5월 19일 토마스 돌이 사임하고 위르겐 클롭이 새 감독으로 선임되었다.

### 부활

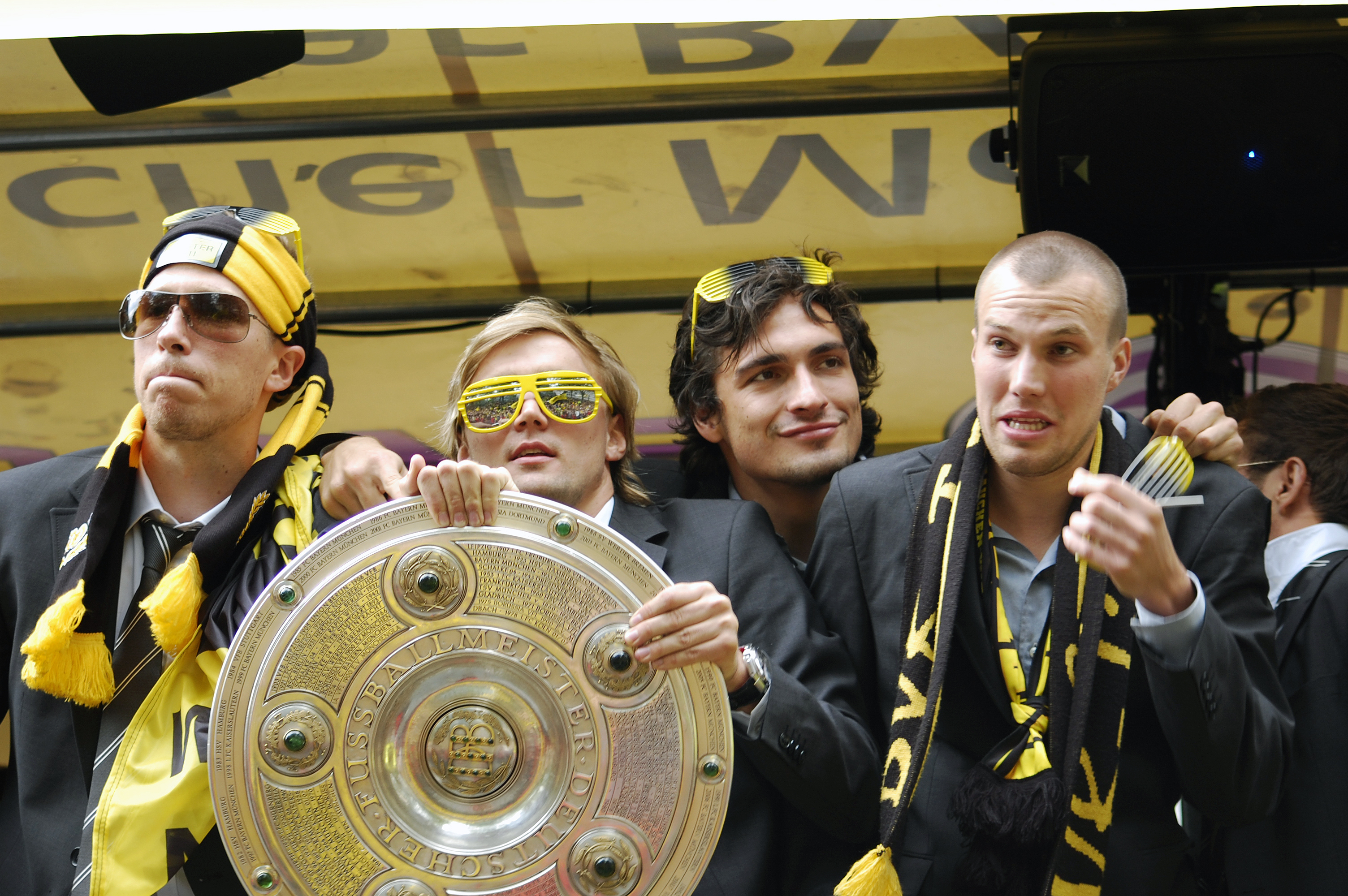
왼쪽부터 마르코 스티퍼만, 마르첼 슈멜처, 마츠 후멜스, 케빈 그로스크로이츠가 2010-11 시즌의 우승 방패를 들어올리며 리그 우승을 자축하고 있다.

2009-10 시즌, 클럽은 UEFA 유로파리그 진출권을 리그 5위로 마감한 후 얻어내었다. 클럽은 UEFA 챔피언스리그 진출 가능성을 리그 8위 VfL 볼프스부르크와 리그 14위 SC 프라이부르크전에서 날리며 무산시켰다. 하지만, 도르트문트는 위르겐 클롭 새 감독 하에 시즌 내내 인상적인 모습을 보였다.

### 클롭의 시대 (2010~2015)
2010-11 시즌으로 넘어가면서, 도르트문트는 젊은 스쿼드를 주축으로 하여 더욱 전력을 강화시켰다. 2010년 12월 4일, 보루시아 도르트문트는 전반기를 1위로 마쳤는데 1993-94 시즌의 아인트라흐트 프랑크푸르트와 1997-98 시즌의 1. FC 카이저슬라우테른과 동률을 이루었다. 2011년 4월 30일, 클럽은 1. FC 뉘른베르크를 2-0으로 홈에서 완파하고 7번째 리그 타이틀을 2경기를 남겨놓고 거미쥐었다. 이 우승으로 루르 지방 라이벌 FC 샬케 04와 리그 우승 횟수 동률을 이룸과 동시에, UEFA 챔피언스리그 2011-12 조별리그행 표를 획득하였다. 루카스 바리오스와 로베르트 레반도프스키가 득점하였고, 같은날 바이어 04 레버쿠젠이 패하여 승점차가 8점차로 벌어지며 도르트문트는 우승을 하였다.

### 분데스리가 2연패 (2011-12 시즌)
1년 후, 도르트문트는 보루시아 묀헨글라트바흐와의 32라운드 경기에서의 승리로 리그 타이틀 방어에 성공하였다. 도르트문트의 통산 8번째 독일 챔피언쉽 우승은 팀을 리그 우승횟수로는 3위에 올려놓았고, 선수들은 분데스리가 5회 우승을 나타내기 위해, 팀 뱃지 위에 두개의 별이 새겨지게 되었다. 이 시기의 주요 선수로는 루카스 바리오스, 마리오 괴체, 네벤 수보티치, 마츠 후멜스, 로베르트 레반도프스키, 가가와 신지, 우카시 피슈체크, 야쿠프 브와슈치코프스키, 케빈 그로스크로이츠, 그리고 일카이 귄도안이 있었다. 리그 우승 1주일 뒤 DFB-포칼 결승전에서도 FC 바이에른 뮌헨을 5-2로 꺾으며 구단 역사상 첫 번째 더블을 달성하였다.

### 챔피언스리그 결승 진출 (2012-13 시즌)
다음 시즌인 2012-13 시즌으로 넘어가면서도 주전 선수들을 지키고 마르코 로이스를 영입하면서 팀은 1997년 이후 16년 만에 챔피언스리그 결승전에 올랐으나 라이벌인 바이에른 뮌헨에게 1-2로 패배하며 16년만의 챔피언스 리그 우승에 실패했다. 또한 리그 우승과 포칼 우승 역시 뮌헨에게 넘겨줘야 했다.

### 에이스 괴체의 이탈 (2013-14 시즌)
2013-14 시즌 도르트문트는 팀에서 가장 촉망받는 선수이며 유스 출신이었던 마리오 괴체를 라이벌인 뮌헨에게 넘겨줘야 했다. 이 공백을 메우기 위해 헨리크 미키타리안, 피에르에메릭 오바메양 등을 영입하였다.
비록 마리오 괴체의 이탈로 인해 전력의 큰 손실이 생긴것은 맞으나, 큰 손해는 없었다. 비록 바이에른 뮌헨에게 우승 자리와 DFB 포칼컵을 내줬지만, 도르트문트는 여전히 분데스리가는 물론이고, 유럽에서도 강자였다. 그리고 도르트문트는 자신의 소속 팀 스트라이커인 로베르트 레반도프스키는 득점왕을,
미드필더인 마르코 로이스는 도움왕을 차지했다.

### 침체기 (2014-15 시즌)
2014-15, 도르트문트는 마리오 괴체에 이어 2013-14 시즌의 득점왕이었던 로베르트 레반도프스키를 라이벌인 뮌헨에게 넘겨줘야 했다. 이로 인해 도르트문트는 치로 임모빌레, 아드리안 라모스 등을 영입했지만, 공백을 메우지 못하고, 주축 선수인 마르코 로이스 마츠 훔멜스 등이 부상으로 쓰러지면서 도르트문트는 강등권인 17위까지 떨어지는 굴욕을 맛보았다. 또한 챔피언스리그도 16강까지 밖에 가지 못했으며, 부진은 계속 이어졌다. 결국 2014-15 시즌이 끝나고, 감독인 위르겐 클롭은 자진 사임했다. 그러나 도르트문트는 시즌 후반기에 어느 정도 힘을 발휘하면서 2014-15 시즌을 7위로 마무리 지었고, DFB 포칼컵을 준우승으로 마우리 지었다. 2014-15 시즌이 끝나고, 도르트문트는 마인츠 05에서 성공적인 힘을 발휘한 토마스 투헬을 감독으로 선임했다.

### 투헬의 시대 (2015~현재)
마인츠 05에서 성공적인 힘을 발휘한 토마스 투헬감독 체제로 들어가자, 도르트문트는 곤잘로 카스트로, 박주호 등을 영입했으며, 치로 임모빌레, 제바스티안 켈 등을 떠나보냈다. 그리고 도르트문트는 투헬 체제에서 다시 부활하는데 성공했고, 도르트문트의 주전 스트라이커인 피에르 에메리크 오바메양은 25골로 30골을 기록한 로베르트 레반도프스키에 이어 분데스리가에서 두번째로 많은 득점을 기록했다. 또, 헨리크 미키타리안은 14도움으로 리그에서 가장많은 도움을 기록하였다. 비록 라이벌인 바이에른 뮌헨에게는 별로 인상적이지 않았지만, 도르트문트는 다시 분데스리가의 강자가 되었다.
2016년이 되고 도르트문트는 UEFA 유로파리그 32강에서 포르투갈의 강자인 FC 포르투를 이기고, 16강 전에서 잉글랜드 프리미어 리그 2위인 토트넘 핫스퍼를 압도적인 경기로 이겼다. 8강전에서는 전 도르트문트 감독이었던위르겐 클로프 감독이 이끌던 리버풀 FC를 만났다. 1차전에 1:1로 무승부를 기억한데 이어, 2차전에서는 접전 끝에 4:3으로 패하자 도르트문트는 8강 탈락의 고배를 마셔야했다.
DFB-포칼에서는 VfB 슈투트가르트, 헤르타 BSC 등을 이기고 결승에 올라 FC 바이에른 뮌헨과 경기를 하게 됐다. 두 팀은 연장전을 포함해 120분 동안 승부를 가리지 못했고 승부차기로 우승팀을 가리게 되었다. 승부차기 결과 도르트문트는 뮌헨에게 4:3으로 패배, 3년 연속으로 포칼 준우승을 하게 된다.

## 문양

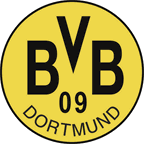
1945년 ~ 1964년
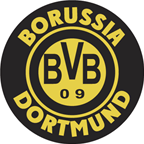
1964년 ~ 1974년
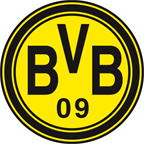
1974년 ~ 1976년, 1978년 ~ 1993년
1993년 ~ 현재

## 경기장

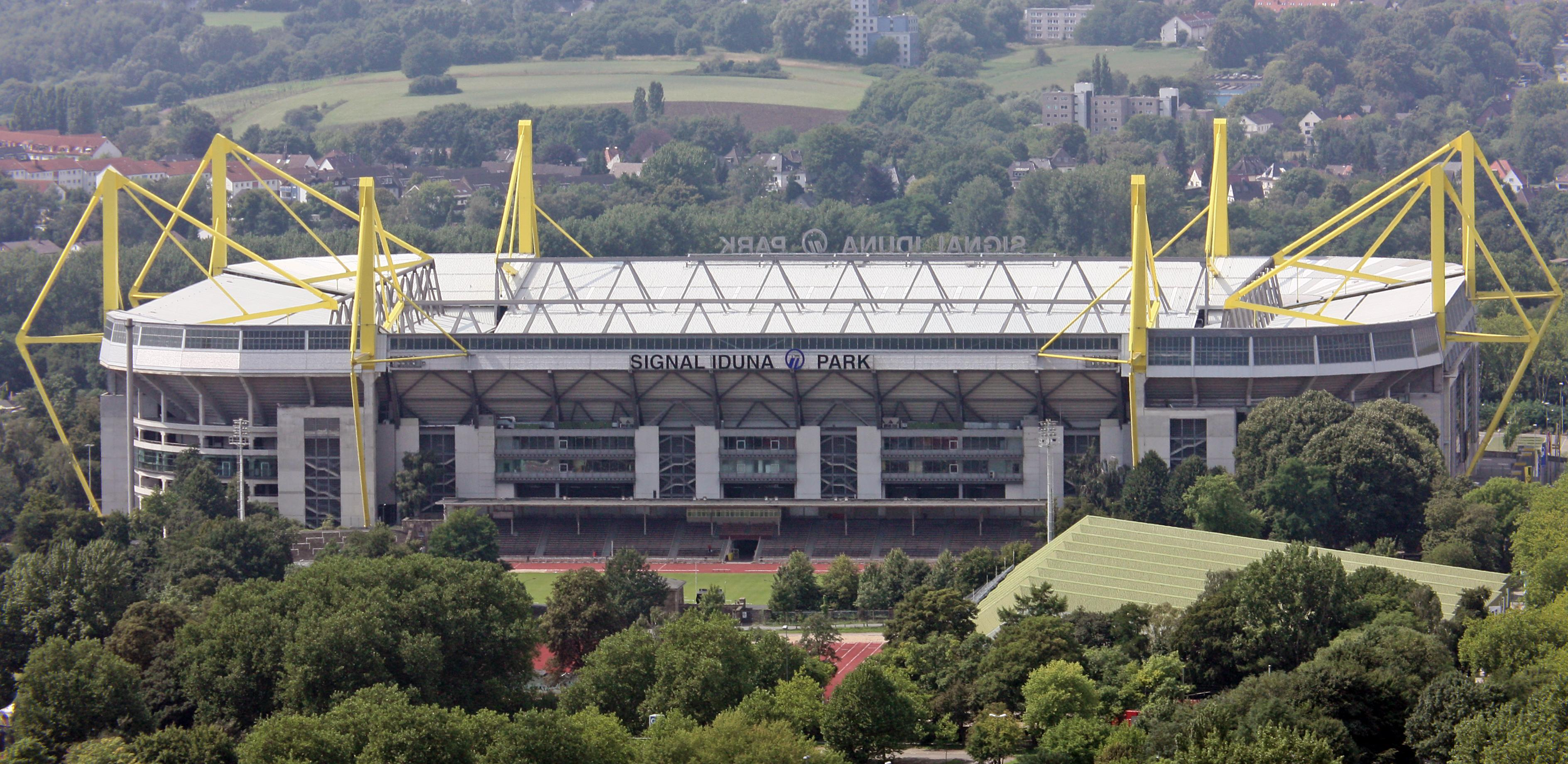
지그날 이두나 파르크은 독일 최대의 구장이다

보루시아 도르트문트의 홈구장은 지그날 이두나 파르크이다. 이 경기장은 독일 내에서 가장 큰 구장이며, 유럽 내에서는 6번째로 큰 구장이다. 지그날 이두나 파르크는 1974년에 지그날 이두나 파르크 바로 옆에 있는 로테 에어데 슈타디온을 대체하였다.
1965년 보루시아 도르트문트의 인기가 올라가자, 구단은 슈타디온 로테 에어데를 대체할 신구장 건설 계획안을 내놓기 시작하였다. 도르트문트는 1974년 FIFA 월드컵을 주최할 도시들 중 하나로 선정되었고, 보루시아 도르트문트에게 신구장을 건설할 자금이 지원되었다. 지그날 이두나 파르크는 2006년 FIFA 월드컵 개최 목적 등을 포함하여 수차례 리모델링을 거쳤다. 2008년, 보루시아 도르트문트는 구단 박물관 보루세움 (Borusseum) 을 경기장 내에 개관하였다. 2011년, Q-셀즈 (Q-Cells) 사는 태양 전지를 경기장 지붕 위에 설치하였다.

## 후원사
| 메인 스폰서 |               |                          |      |
| 기간        | 유니폼 제조사 | 유니폼 스폰서            |      |
| 1974–76     | 아디다스      | 도르트문트 시            |      |
| 1976-78     | 아디다스      | 브리티시 아메리칸 토바코 |      |
| 1978-80     | 아디다스      | 프레스톨리스 (페인트)    |      |
| 1980-83     | 아디다스      | UHU (접착제)             |      |
| 1983-86     | 아디다스      | 아틱 (아이스크림)        |      |
| 1986-90     | 아디다스      | 콘티넨탈 (보험)          |      |
| 1990-97     | 나이키        | 콘티넨탈 (보험)          |      |
| 1997-99     | 나이키        | s.올리버 (패션)          |      |
| 1999-2000   | 나이키        | E.ON (에너지)            |      |
| 2000-04     | Goool.de      | E.ON (에너지)            |      |
| 2004-05     | 나이키        | E.ON (에너지)            |      |
| 2005-09     | 나이키        | 에보닉 (화학)            |      |
| 2009-12     | 카파          | 에보닉 (화학)            |      |
| 2012-       | 푸마          | 에보닉 (화학)            |      |
| 2020-       | 푸마          | 1&1 (통신)1              |      |
| 소매 스폰서 |               |                          |      |
| 2017-       | 오펠          | 오펠                     | 오펠 |

1 2020년 2월, 사상 처음으로 두 기업과 동시에 유니폼 스폰계약을 맺으며 유니폼에는 대회 별로 다른 스폰서가 표기된다. 리그는 1&1의 로고가, 유럽 대항전과 해외 친선경기, 컵 대회에서는 기존 에보닉의 로고가 붙여진다.

## 선수 명단

### 현재 선수 명단
- 2025년 7월 6일 기준

참고: FIFA 자격 규정에 따라 소속된 국가대표팀 국기를 표시합니다. 선수는 복수의 FIFA 비회원국 국적을 가지고 있을 수 있습니다.
| 번호 | 포지션 | 국적   | 이름                    |
| ---- | ------ | ------ | ----------------------- |
| 1    | GK     |        | 그레고어 코벨           |
| 2    | DF     |        | 얀 코투                 |
| 3    | DF     |        | 발데마르 안톤           |
| 4    | DF     |        | 니코 슐로터베크 (3주장) |
| 5    | DF     | 알제리 | 라미 벤세바이니         |
| 7    | MF     |        | 지오바니 레이나         |
| 8    | MF     |        | 펠릭스 은메차           |
| 9    | FW     | 기니   | 세루 기라시             |
| 10   | MF     |        | 율리안 브란트 (부주장)  |
| 13   | MF     |        | 파스칼 그로스           |
| 14   | FW     |        | 막시밀리안 바이어       |
| 16   | FW     |        | 쥘리앵 듀렁빌           |
| 20   | MF     |        | 마르셀 자비처           |
| 23   | MF     |        | 엠레 잔 (주장)          |
| 25   | DF     |        | 니클라스 쥘레           |
| 26   | DF     |        | 율리안 뤼에르손         |
| 27   | FW     |        | 카림 아데예미           |
| 31   | GK     |        | 실라스 오스트르진스키   |
| 33   | GK     |        | 알렉산더 마이어         |
| 37   | FW     |        | 콜 캠벨                 |

| 번호 | 포지션 | 국적         | 이름            |
| ---- | ------ | ------------ | --------------- |
| -    | FW     | 코트디부아르 | 세바스티앵 알레 |

### 임대 선수 명단
참고: FIFA 자격 규정에 따라 소속된 국가대표팀 국기를 표시합니다. 선수는 복수의 FIFA 비회원국 국적을 가지고 있을 수 있습니다.
| 번호 | 포지션 | 국적     | 이름                                    |
| ---- | ------ | -------- | --------------------------------------- |
| —    | DF     |          | 기예 부에노 (다름슈타트 98로 임대)      |
| —    | DF     |          | 수마일라 쿨리발리 (브레스트로 임대)     |
| —    | MF     | 튀르키예 | 살리흐 외즈잔 (VfL 볼프스부르크로 임대) |

| 번호 | 포지션 | 국적         | 이름                              |
| ---- | ------ | ------------ | --------------------------------- |
| —    | FW     | 코트디부아르 | 세바스티앵 알레 (레가네스로 임대) |
| —    | FW     |              | 유수파 무코코 (니스로 임대)       |

## 코칭 스태프
- 2023년 기준

| 위치          | 이름                                      | 국적 |
| ------------- | ----------------------------------------- | ---- |
| 감독          | 에딘 테르지치                             | 독일 |
| 수석 코치     | 브루노 페르난데스                         | 독일 |
| 골키퍼 코치   | 마티아스 클라인슈타이버                   | 독일 |
| 피트니스 코치 | 안드레아스 벡 플로리안 방글러 앙케 슈테펜 | 독일 |
| 주치의        | 마르쿠스 브라운                           | 독일 |
| 물리 치료사   | 페터 쿤트 토르벤 페스테 토마스 체츠만     | 독일 |

## 역대 감독

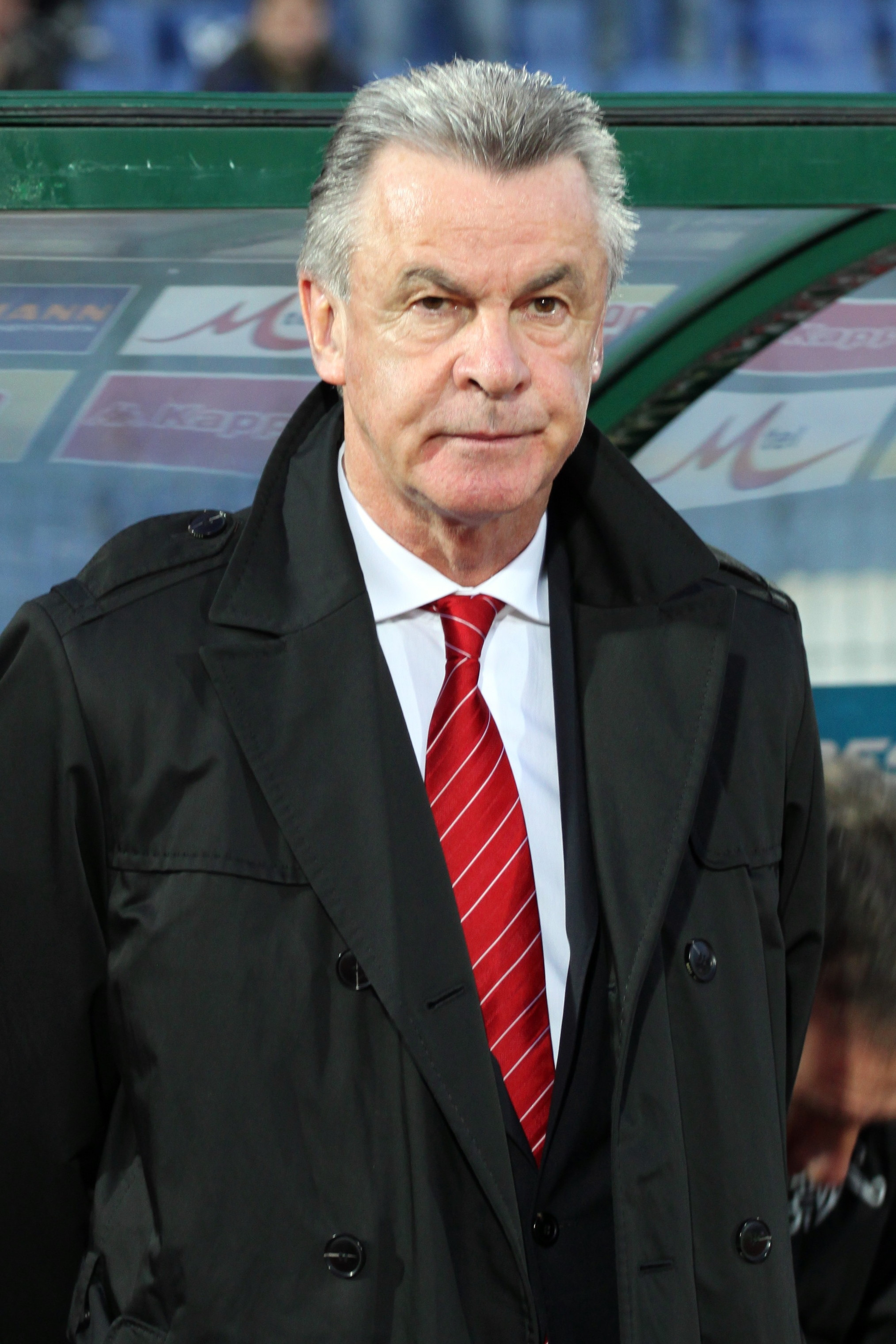
오트마어 히츠펠트 감독은 1996-97 시즌에 팀의 첫 UEFA 챔피언스리그 우승을 이끌었다.

| 취임             | 해임             | 감독                  |
| ---------------- | ---------------- | --------------------- |
| 1935년 7월 1일   | 1935년 7월       | 에른스트 쿠초라       |
| 1935년           | 1936년 6월 30일  | 프리츠 텔렌           |
| 1936년 7월 1일   | 1938년           | 페어들 스바토슈       |
| 1963년 7월 1일   | 1965년 6월 30일  | 헤르만 에펜호프       |
| 1965년 7월 1일   | 1966년 6월 30일  | 빌리 물타우프         |
| 1966년 7월 1일   | 1968년 4월 10일  | 하인츠 무라흐         |
| 1968년 4월 18일  | 1968년 12월 16일 | 오스발트 파우         |
| 1968년 12월 7일  | 1969년 3월 17일  | 헬무트 슈나이더       |
| 1969년 3월 21일  | 1970년 6월 30일  | 헤르만 린데만         |
| 1970년 7월 1일   | 1971년 12월 21일 | 호르스트 비츨러       |
| 1972년 1월 3일   | 1972년 6월 30일  | 헤르베르트 부르덴스키 |
| 1972년 7월 1일   | 1972년 10월 30일 | 데틀레프 브뤼게만     |
| 1972년 11월 1일  | 1973년 3월 1일   | 막스 미할레크         |
| 1973년 3월 2일   | 1973년 6월 30일  | 디터 쿠라트           |
| 1973년 7월 1일   | 1974년 6월 30일  | 베들 여노스           |
| 1974년 7월 1일   | 1976년 2월 1일   | 오토 네플러           |
| 1976년 2월 1일   | 1976년 6월 18일  | 호르스트 부츠         |
| 1976년 6월 18일  | 1978년 4월 30일  | 오토 레하겔           |
| 1978년 5월 21일  | 1979년 4월 29일  | 칼하인츠 륄           |
| 1979년 4월 30일  | 1979년 6월 30일  | 울리 마슬로           |
| 1979년 7월 1일   | 1981년 5월 10일  | 우도 라테크           |
| 1981년 5월 11일  | 1981년 6월 30일  | 롤프 보크             |
| 1981년 7월 1일   | 1982년 6월 30일  | 브란코 제베츠         |
| 1982년 7월 1일   | 1983년 4월 5일   | 칼하인츠 펠트캄프     |
| 1983년 4월 6일   | 1983년 6월 30일  | 헬무트 비테           |
| 1983년 7월 1일   | 1983년 10월 23일 | 울리 마슬로           |
| 1983년 10월 31일 | 1983년 11월 15일 | 하인츠디터 티펜하우어 |
| 1983년 11월 16일 | 1984년 6월 30일  | 호르스트 프란츠       |
| 1984년 7월 1일   | 1984년 10월 24일 | 프리트헬름 코니츠카   |
| 1984년 10월 28일 | 1985년 6월 30일  | 에리히 리베크         |
| 1985년 7월 1일   | 1986년 4월 20일  | 체르너이 팔           |
| 1986년 4월 20일  | 1988년 6월 26일  | 라인하르트 자프티히   |
| 1988년 6월 27일  | 1991년 6월 30일  | 호르스트 쾨펠         |
| 1991년 7월 1일   | 1997년 6월 30일  | 오트마어 히츠펠트     |
| 1997년 7월 1일   | 1998년 6월 30일  | 네비오 스칼라         |
| 1998년 7월 1일   | 2000년 2월 4일   | 미하엘 스키베         |
| 2000년 2월 5일   | 2000년 4월 12일  | 베언트 크라우스       |
| 2000년 4월 16일  | 2000년 6월 30일  | 우도 라테크           |
| 2000년 7월 1일   | 2004년 6월 30일  | 마티아스 자머         |
| 2004년 7월 1일   | 2006년 12월 18일 | 베르트 판 마르베이크  |
| 2006년 12월 19일 | 2007년 3월 12일  | 위르겐 뢰버           |
| 2007년 3월 12일  | 2008년 5월 19일  | 토마스 돌             |
| 2008년 7월 1일   | 2015년 4월 15일  | 위르겐 클로프         |
| 2015년 7월 1일   | 2017년 5월 30일  | 토마스 투헬           |
| 2017년 7월 1일   | 2017년 12월 10일 | 페터르 보스           |
| 2017년 12월 10일 | 2018년 5월 22일  | 피터 스퇴거           |
| 2018년 5월 22일  | 2020년 12월 13일 | 뤼시앵 파브르         |
| 2020년 12월 13일 | 2021년 6월 30일  | 에딘 테르지치         |
| 2021년 7월 1일   | 2022년 5월 20일  | 마르코 로제           |
| 2022년 7월 1일   | 2024년 6월 13일  | 에딘 테르지치         |
| 2024년 6월 14일  | 2025년 1월 22일  | 누리 샤힌             |
| 2025년 1월 30일  | 현재             | 니코 코바치           |

## 기록
보루시아 도르트문트는 다음과 같은 기록들을 세웠다:
- 팀내 역대 최다 출장 선수는 미하엘 초어크 (463경기)이다. (UEFA)
- 팀내 역대 최다 득점자는 알프레트 프라이슬러 (168골)이다. (UEFA)
- 도르트문트는 2011-12 시즌을 역대 최다 승점 (81점)으로 종료하였다.
- 팀내 최연소 출장 선수는 누리 샤힌 (16세 335일)이다.
- 팀내 최연소 득점 선수는 누리 샤힌 (17세 82일)이다.
- 도르트문트는 1978년 4월 29일에 보루시아 묀헨글라트바흐를 상대로 분데스리가 역사상 최다 점수차 패배 (0-12)를 당하였다.
- 팀은 분데스리가 5경기 중 4경기에서 득점하였고, 이동안 총 12골을 득점하였다. 이 경기에서의 승률은 2승 2패이다.
- 1993년 9월 1일, BVB와 디나모 드레스덴과의 경기에서 양팀은 총 5장의 레드카드를 받았다. 2001년 4월 7일, BVB와 FC 바이에른 뮌헨의 경기에서 양팀은 총 15장의 카드를 받았다.
- 1965년 11월 9일 보루시아 묀헨글라트바흐전에서는 양팀을 통틀어 가장 많은 페널티킥 (5회) 이 부여되었다.
- 분데스리가 1호골의 주인공은 도르트문트의 프리트헬름 코니츠카로 SV 베르더 브레멘과의 경기에서 득점하였다. 결과는 베르더 브레멘의 3-2 승리였다.

## 역대 성적

### 국내독일 챔피언쉽 /1 분데스리가
- - 우승 8회: 1956, 1957, 1963 (분데스리가 출범 이전), 1994-95, 1995-96, 2001-02, 2010-11, 2011-12
  - 준우승 10회: 1948–49, 1960–61, 1965-66, 1991-92, 2012-13, 2013-14, 2015-16, 2018-19, 2019-20, 2021-22
- DFB-포칼
  - 우승 5회: 1964-65, 1988-89, 2011-12, 2016-17, 2020-21
  - 준우승 5회: 1962-63, 2007-08, 2013-14, 2014-15, 2015-16
- DFL-슈퍼컵
  - 우승 7회: 1989, 1995, 1996, 2008(비공식), 2013, 2014, 2019
  - 준우승 6회: 2011, 2012, 2016, 2017, 2020, 2021
- DFB-리가포칼
  - 준우승 1회: 2003
- 서부 오베르리가
  - 우승 6회: 1947–48, 1948–49, 1949–50, 1952–53, 1955–56, 1956–57

### 국제대항전
- UEFA 챔피언스리그
  - 우승 1회 : 1996-97
  - 준우승 1회 : 2012-13
- UEFA 컵위너스컵
  - 우승 1회 : 1965-66
- UEFA컵
  - 준우승 2회 : 1992-93, 2001-02
- UEFA 슈퍼컵
  - 준우승 1회 : 1997

### 기타 대회
- 인터콘티넨털컵
  - 우승 1회: 1997

## 같이 보기
- 보루시아 도르트문트 II (보루시아 도르트문트의 리저브 팀)
- 유로윙스 - (항공기에 보루시아 도르트문드 도장)
- MIAT 몽골항공 - (항공기에 보루시아 도르트문트 도장)